# Meung-sur-Loire
Meung-sur-Loire é uma comuna francesa na região administrativa do Centro, no departamento Loiret. Estende-se por uma área de 20,38 km². Em 2010 a comuna tinha 6 622 habitantes (densidade: 324,9 hab./km²).